# Rob Rubick
Robin James "Rob" Rubick, född 27 september 1960 i Newberry i Michigan, är en amerikansk utövare av amerikansk fotboll (tight end), som spelade 88 NFL-matcher under sju säsonger för Detroit Lions 1982–1988. Rubick draftades 1982 av Detroit Lions efter att ha spelat collegefotboll för Grand Valley State.